# Abraham Hyacinthe Anquetil-Duperron
Retrato de Abraham Hyacinthe Anquetil-Duperron por Pierre Jean David (Museu Carnavalet)
Abraham Hyacinthe Anquetil-Duperron (Paris, 7 de dezembro de 1731 — Paris, 17 de janeiro de 1805) foi o primeiro indólogo profissional francês. Concebeu a estrutura institucional para a nova profissão. Inspirou a fundação da Escola Francesa do Extremo Oriente um século após sua morte. A biblioteca do Instituto Francês de Pondicherry leva seu nome.

## Juventude
Abraham Hyacinthe Anquetil nasceu em Paris, em 7 de dezembro de 1731, como o quarto dos sete filhos de Pierre Anquetil, um importador de especiarias. Como era costume na época, o nome de uma das propriedades de seu pai, “Duperron”, foi acrescentado ao seu nome para distingui-lo de seus irmãos. Anquetil-Duperron inicialmente se destacou no estudo da teologia em Paris e Utrecht, com a intenção de se tornar padre como seu irmão mais velho, Louis-Pierre Anquetil. No entanto, no decorrer de seus estudos, ele adquiriu tanto interesse pelo latim, hebraico e grego que decidiu se dedicar inteiramente à filologia e aos estudos clássicos e interrompeu sua formação clerical. Viajou para Amersfoort, perto de Utrecht, para estudar línguas orientais, especialmente o árabe, com os jansenistas que estavam exilados lá. Ao retornar a Paris, sua presença na Biblioteca Real (Bibliothèque du Roi, hoje Biblioteca Nacional) atraiu a atenção do guardião dos manuscritos, Claude Sallier, que contratou Anquetil-Duperron como assistente com um pequeno salário.

## Interesse inicial em manuscritos indianos
Em 1754, Michelangelo-André Le Roux Deshauterayes, que na época era professor de árabe no Collège Royal, mostrou a Anquetil-Duperron um fac-símile de quatro folhas de uma Vendidad Sade que havia sido enviada ao tio de Deshauterayes, Michel Fourmont, na década de 1730, na esperança de que alguém pudesse decifrá-la. O original estava na Biblioteca Bodleiana de Oxford, mas a escrita não foi reconhecida e, por isso, o manuscrito foi colocado em uma caixa acorrentada a uma parede próxima à entrada da biblioteca e mostrado a todos que pudessem identificar a curiosidade. Também na Bodleiana estava a coleção de manuscritos de James Fraser (1713–1754), que havia morado em Surrate (uma cidade na atual Guzerate, Índia) por mais de dezesseis anos, onde foi um comerciante que recebia e vendia mercadorias em comissão da Companhia Britânica das Índias Orientais e, mais tarde, Membro do Conselho. Fraser retornou à Grã-Bretanha com cerca de 200 manuscritos em sânscrito e avéstico, que ele pretendia traduzir, mas morreu prematuramente em 21 de janeiro de 1754.
Em seu relato de viagem posterior, Anquetil-Duperron critica duramente os ingleses, tanto pelo “fracasso” de Fraser em realizar o que pretendia, quanto pelo fato da Bodleiana não ter percebido que os manuscritos de Thomas Hyde, que a Bodleiana também possuía, incluíam uma tabela de transliteração para a escrita avéstica. Aproveitando a antipatia dos franceses em relação aos ingleses, em seu relato de viagem ele afirmou mais tarde que, após ver o fac-símile das páginas do manuscrito de Oxford, resolveu “enriquecer [seu] país com esse trabalho singular” e sua tradução.apud Havia um interesse do governo em obter manuscritos orientais;; Anquetil-Duperron obteve uma missão do governo para fazê-lo, mas, sem condições de pagar sua própria passagem para a Índia, alistou-se como soldado comum da Companhia Francesa das Índias Orientais em 2 ou 7 de novembro de 1754. Ele marchou com a companhia de recrutas das prisões parisienses para o porto atlântico de Lorient, onde uma expedição estava se preparando para partir. Seus amigos conseguiram sua dispensa e, em 7 de fevereiro de 1755, o ministro, tocado por seu zelo romântico pelo conhecimento, concedeu-lhe passagem gratuita, um lugar à mesa do capitão, uma mesada de 500 libras da biblioteca e uma carta de apresentação ao governador francês na Índia, o que lhe daria direito a um pequeno salário enquanto estivesse lá. Anquetil-Duperron deixou a França como passageiro livre em 24 de fevereiro de 1755.

## Primeiras viagens
Depois de uma viagem de seis meses, Anquetil-Duperron desembarcou em 10 de agosto de 1755 na colônia francesa de Pondicherry, na costa do sudeste da Índia. Conforme sua correspondência particular, parece que ele pretendia se tornar “mestre das instituições religiosas de toda a Ásia”, que no século XVIII ainda se imaginava derivar dos Vedas indianos. Para isso, Anquetil-Duperron sabia que precisaria aprender sânscrito. Inicialmente, ele estudou persa (a língua franca da Índia Mogol), que os europeus no século XVIII ainda presumiam ser descendente do sânscrito. Seu plano era, então, visitar os brâmanes em Benares para aprender sânscrito “em algum pagode famoso”.apud Meio ano depois, ele estava vivendo de arroz e vegetais e economizando dinheiro para “encontrar algum brâmane” de quem pudesse se tornar discípulo. Como também queria “estudar os livros indianos”, decidiu viajar para a colônia francesa de Chandannagar, também conhecida em francês como Chandernagor, em Bengala, onde chegou em abril de 1756. Logo adoeceu; por coincidência, foi parar no hospital do missionário jesuíta Antoine Mozac, que alguns anos antes havia copiado os “Vedas de Pondicherry”. Anquetil-Duperron permaneceu no hospital até setembro ou outubro de 1756 e começou a se perguntar se não deveria se tornar padre, como havia pretendido anos antes. Enquanto isso, a eclosão da Guerra dos Sete Anos na Europa renovou as hostilidades entre as forças francesas e britânicas na Índia, onde o conflito ficou conhecido como a Terceira Guerra Carnática. A Companhia Britânica das Índias Orientais, sob o comando de Robert Clive, e a Marinha Britânica, sob o comando de Charles Watson, bombardearam e capturaram Chandannagar em 23 de março de 1757, e Anquetil-Duperron resolveu deixar o território. Sem conseguir acesso aos Vedas, Anquetil-Duperron planejou viajar para o Tibete e a China para encontrar os antigos textos indianos lá. Desanimado com a notícia de que não havia textos a serem encontrados lá, Anquetil-Duperron retornou por terra a Pondicherry ao longo de uma caminhada de cem dias. Lá, ele encontrou seu irmão Etienne Anquetil de Briancourt, que havia sido nomeado cônsul em Surrate.
Como Etienne garantiu a Abraham que os sacerdotes zoroastristas de Surrate lhe ensinariam seus textos sagrados, bem como os idiomas em que estavam escritos, ele decidiu acompanhar o irmão. Desejando explorar o país, no entanto, ele desembarcou do navio do irmão em Mahé e viajou por terra o resto do caminho a pé e a cavalo. Chegou a Surrate em 1 de março de 1758, em uma época em que os zoroastristas indianos (parses) estavam envolvidos em uma amarga disputa sobre a intercalação do calendário zoroastriano, que hoje é chamada de “controvérsia Kabiseh”. Uma facção (os shahenshahis, liderados por um certo Muncherji Seth) tinha vínculos com a Companhia Holandesa das Índias Orientais. A outra (os kadmis, liderados por um certo Darab Kumana) mantinha laços com a Companhia Britânica das Índias Orientais e com comerciantes armênios. No relato de viagem, a cooperação de Darab com Anquetil-Duperron é atribuída à necessidade de garantir a proteção francesa. Parece que Darab (e outro sacerdote, um certo Kaus) tentou dar a Anquetil-Duperron uma educação semelhante à dada aos sacerdotes. Seu ensaio Exposition du système théologique alinha-se com os textos e fornece apenas vislumbres do que os parses realmente acreditavam na época. Anquetil-Duperron reclama do interesse dos sacerdotes pela lei e pelo ritual, em vez de pela filosofia ou teologia. Anquetil-Duperron ficou impaciente com os métodos metódicos dos sacerdotes e com sua incapacidade de obter manuscritos. Segundo seu relato de viagem, os sacerdotes também não desejavam ensinar-lhe avéstico e não esperavam que ele o dominasse suficientemente bem para traduzir seus textos. Ainda segundo Anquetil-Duperron, os sacerdotes estavam cometendo um grande sacrilégio ao familiarizá-lo com os textos e as aulas eram ministradas em persa para que o servo zoroastrista do sacerdote não soubesse o que estava acontecendo. A ansiedade de Kaus aumentou quando Anquetil-Duperron exigiu uma interpretação adequada e não apenas uma tradução. Através do persa, os dois sacerdotes lhe ensinaram o que sabiam do avéstico (o que não era muito) e de teologia zoroastriana (o que era ainda menos). Em junho de 1759, 16 meses após sua chegada a Surrate, ele enviou a Paris a notícia de que havia concluído (em três meses) uma tradução do “Vendidade”. No mesmo mês de junho, o sacerdote Darab providenciou para que Anquetil-Duperron participasse – disfarçado, mas armado com uma espada e uma pistola – de uma cerimônia em um templo de fogo “em troca de um pequeno presente e da esperança de passear pela cidade em meu palanquim”.apud Anquetil-Duperron também sugere que Darab tentou convertê-lo, mas que ele “corajosamente se recusou a vacilar”.apud Dois séculos depois, J. J. Modi explicaria que o convite de Anquetil-Duperron para entrar em um templo só seria possível se o fogo sagrado tivesse sido temporariamente removido porque o templo estava sendo reformado.cf. Por outro lado, Anquetil-Duperron afirma que lhe foi dado uma sudra e um kusti e que ele pode ter sido formalmente investido com eles, o que o teria tornado um zoroastrista na visão do sacerdote e, portanto, teria sido aceito em um templo em funcionamento.

## Duelo e problemas legais
No final de 1759, Anquetil-Duperron matou um compatriota em um duelo, ficou gravemente ferido e forçado a se refugiar com os britânicos. O próprio irmão de Anquetil-Duperron exigiu que ele fosse entregue, mas os britânicos se recusaram. Em abril de 1760, as autoridades francesas retiraram as acusações e permitiram que ele retornasse ao setor francês. Nesse meio tempo, Anquetil-Duperron viajou por toda Guzerate. Em Surrate e em suas viagens, ele coletou 180 manuscritos, que não só incluíam quase todos os textos conhecidos no idioma avéstico e muitas das obras do século IX/X da tradição zoroastriana, mas também outros textos em vários idiomas indianos. Anquetil-Duperron terminou sua tradução em setembro de 1760 e decidiu deixar Surrate. De Surrate, ele pretendia viajar novamente para Benares, mas a viúva do francês que ele havia matado estava fazendo acusações contra ele, o que Anquetil-Duperron usou como desculpa para buscar refúgio novamente com os britânicos e obter passagem em um dos navios ingleses destinados à Europa. Ele pagou sua viagem cobrando dívidas que outros haviam feito com seu irmão. Pouco antes de sua partida, o sacerdote Kaus apresentou uma queixa aos britânicos de que Anquetil-Duperron não havia pago por todos os manuscritos que havia comprado. Os britânicos apreenderam seus bens, mas os liberaram quando o irmão de Anquetil-Duperron garantiu o pagamento. Anquetil-Duperron deixou Surrate em 15 de março de 1761. Chegou a Portsmouth oito meses depois, onde foi preso, mas teve permissão para continuar trabalhando. Após sua libertação, viajou para Oxford para conferir suas cópias dos textos em avéstico com as da Biblioteca Bodleiana. Em seguida, partiu para a França e chegou a Paris em 14 de março de 1762. No dia seguinte, depositou seus manuscritos na Bibliothèque du Roi.

## Relatório e fama
Em junho de 1762, o relatório de Anquetil-Duperron foi publicado no Journal des sçavans, e ele se tornou uma celebridade instantânea. O título de seu relatório indicava que ele havia ido à Índia para “descobrir e traduzir as obras atribuídas a Zoroastro”. Parece que essa descaracterização de seu objetivo foi feita para que ele fosse visto como tendo alcançado o que pretendia.
O bibliotecário Jean-Jacques Barthélemy conseguiu uma pensão para ele e o nomeou intérprete de línguas orientais na Bibliothèque du Roi. Em 1763, ele foi eleito associado da Académie des Inscriptions et Belles-Lettres e começou a organizar a publicação dos materiais que havia coletado durante suas viagens.
Em 1771, Anquetil-Duperron publicou seu Zend Avesta em três partes, que havia sido atribuído a Zoroastro e que incluía não apenas uma retradução do que os sacerdotes haviam traduzido para o persa para ele, mas também um relato de viagem (Journal du voyage de l'auteur aux Indes orientales), um resumo dos manuscritos que ele coletou (Notice des manuscrits), uma biografia de Zoroastro (Vie de Zoroastre), uma tradução do Bundahishn e dois ensaios (Exposition des usages civils et religieux des Parses e Système cérémonial et moral des livres zends et pehlvis).

## Polêmica
Uma disputa acalorada eclodiu na Grã-Bretanha e na Europa, questionando a autenticidade dessa alegada primeira tradução para um idioma europeu das escrituras do Avestá. Sugeriu-se que o chamado Zend Avesta de Anquetil-Duperron não era a obra genuína do profeta Zoroastro, mas uma falsificação recente. Na vanguarda dessa disputa estava William Jones, formado em Oxford, que na época estudava direito no Middle Temple, em Londres. Jones, o futuro fundador da Sociedade Asiática, que se tornaria conhecido por sua hipótese, em 1786, sobre a relação entre as línguas europeia e indo-ariana, ficou profundamente magoado com o tratamento desdenhoso de Anquetil-Duperron para com seus compatriotas e, em um panfleto escrito em francês em 1771, Jones considerou os manuscritos de Anquetil-Duperron uma fraude. Outros estudiosos na Inglaterra criticaram a tradução de Anquetil-Duperron por motivos filológicos.
Na França, Voltaire zombou de Anquetil-Duperron e de sua tradução em seu artigo “Zoroastre” (1772) nas Questions sur l'Encyclopédie. Denis Diderot também ficou “visivelmente desapontado”. Para esses filósofos, as ideias reveladas pela tradução de Anquetil-Duperron pareciam impossíveis de se relacionar com a visão idealizada de Zoroastro na era do Iluminismo ou com sua religião, que eles associavam à simplicidade e à sabedoria. Muitos estudiosos alemães, com a notável exceção de Herder, também atacaram a tradução de Anquetil-Duperron.
Em 1820, quinze anos após sua morte, Anquetil-Duperron foi defendido pelo filólogo dinamarquês Rasmus Rask. O debate se estenderia por mais trinta anos depois disso. A “tentativa de tradução de Anquetil-Duperron foi, é claro, prematura”, e, como Eugène Burnouf demonstrou sessenta anos depois, traduzir o Avestá por meio de uma tradução anterior estava sujeito a erros. Entretanto, Anquetil-Duperron foi o primeiro a chamar a atenção dos estudiosos europeus para um texto sagrado oriental antigo que não fosse a Bíblia.

## Últimos anos
Após seu Zend Avesta e até sua morte, em 1805, Anquetil-Duperron ocupou-se em estudar as leis, a história e a geografia da Índia. “Em sua juventude, era uma espécie de Don Juan; agora levava a vida de um solteiro pobre e ascético, combinando a virtude cristã com a sabedoria de um brâmane.” Durante esse período, abandonou a sociedade e viveu em pobreza voluntária com alguns centavos por dia.
Em 1778, publicou em Amsterdã seu Législation orientale, no qual se esforçou para provar que a natureza do despotismo oriental havia sido muito mal interpretada por Montesquieu e outros. Seu Recherches historiques et géographiques sur l'Inde foi publicado em 1786 e fazia parte da obra Geography of India de Joseph Tiefenthaler. Em 1798, ele publicou L'Inde en rapport avec l'Europe (Hamburgo, 2 vols.), uma obra considerada importante pelos britânicos por suas invectivas “notáveis” contra eles e por suas “inúmeras deturpações”.
A realização mais valiosa de Anquetil-Duperron em seus últimos anos foi a publicação do Oupnek'hat, id est, Secretum tegendum, uma retradução latina em dois volumes e comentários de uma tradução persa de cinquenta Upanixades. Duperron havia recebido a tradução persa da Índia em 1775 e a traduziu para o francês e para o latim, mas a tradução francesa nunca foi publicada. A tradução latina foi publicada em Estrasburgo em 1801-1802 e representa a primeira tradução em língua europeia de um livro sagrado do hinduísmo, embora em uma versão aproximada. Os comentários de Anquetil-Duperron constituem metade da obra. A versão latina foi a introdução inicial do pensamento upanixádico para os estudiosos ocidentais, embora, segundo Paul Deussen, os tradutores persas tenham tomado grandes liberdades em sua tradução do texto original em sânscrito e, às vezes, mudado o significado.
Uma paráfrase francesa de 108 páginas do Oupnek'hat de Duperron, feita por Jean-Denis Lanjuinais, apareceu no Magasin Encyclopédique de Millin de Grandmaison em 1805. Arthur Schopenhauer encontrou Oupnek'hat de Anquetil-Duperron na primavera de 1814 e repetidamente o chamou não apenas de seu livro favorito, mas também de a obra de toda a literatura mundial mais digna de ser lida.

## Atividade política e institucional
Quando o Institut de France foi reorganizado, Anquetil-Duperron foi eleito como membro, mas logo se demitiu. Em 1804, ele se recusou a jurar fidelidade a Napoleão Bonaparte, declarando que “sua obediência [era] às leis do governo sob o qual ele vivia e que o protegia”.apud

## Morte
Abraham Hyacinthe Anquetil-Duperron morreu em Paris em 17 de janeiro de 1805. Sua obra tornou-se uma das referências mais importantes para os espiritualistas e ocultistas do século XIX na França.